# Дэлби, Лайза Крифилд
Лайза Дэлби (англ. Liza Crihfield Dalby, род. в 1950 году) — американская писательница и учёный-антрополог, специализирующаяся на японской культуре.

## Биография
В 1972 году она окончила Свартморский колледж, а в 1978 году получила степень доктора философии в Стэнфордском университете. Темой диссертации был институт гейш в современной Японии (англ. The Institution of the Geisha in Modern Japanese Society). После получения степени она стала преподавать в Чикагском университете. Лайза вышла замуж за Майкла Дэлби, директора Stylus LLC. У них трое детей.
В 1975 она поехала в  Японию по гранту Фулбрайта с целью исследования гейш для своей диссертации. Книга Дэлби «Гейша» и фильм «Американская гейша» основаны на личном опыте общения с гейшами киотосского ханамати Понто-тё.
Её опыт был использован Артуром Голденом: Лайза стала приглашённой консультанткой для Мемуаров гейши, хотя к её советам почти не прислушивались.

## Дэлби и гейши
С 1975 по 1976 Дэлби познакомилась со многими гейшами Понто-тё. Они решили, что работа Дэлби станет намного лучше, если Лайза сама почувствует, что такое «быть гейшей». Лайза свободно владела японским языком и хорошо владела сямисэном; некоторое время она исполняла обязанности гейши, присутствуя на банкетах в кимоно и аккомпанировала танцам на сямисэне.
Несмотря на то, что о Дэлби часто говорят как о первой неяпонской гейше, она не работала гейшей. Работой гейш заведует организация «Кэмбан», регистрирующая каждую новую работницу и подсчитывающая все доходы и расходы каждой. Посещение Лайзой вечеринок в облике гейши несло академический смысл; Дэлби за всё время «работы» не получала денег, так как с клиентов за её присутствие ничего не брали.

Я написала диссертацию и книгу о гейшах и стала единственной на свете неяпонской гейшей.
В японских СМИ обо мне говорят «аой мэ но гэйся» (яп. 青い目の芸者 голубоглазая гейша)
Оригинальный текст (англ.)I wrote my Ph.D. thesis, and subsequent book Geisha on this topic, and became known as the world’s only non-Japanese geisha. And that’s how I was represented in the Japanese media: aoi-me no geisha, 'the blue-eyed geisha'.

## Другие гейши-иностранки
- В токийском ханамати Асакуса работала Фиона Грэхэм.
- В городе Андзё в ханамати Итикома работает гейша Ибу (яп. 一舞) украинского происхождения[4][5].

## Внешние ссылки
- Сайт Лайзы Дэлби Архивная копия от 17 мая 2014 на Wayback Machine
- Интервью Лайзы Делби еженедельнику «BaySpo» Архивная копия от 29 февраля 2012 на Wayback Machine